# Grand Prix du Comminges 1933
Grand Prix du Comminges 1933 je bila petindvajseta neprvenstvena dirka v sezoni Velikih nagrad 1933. Odvijala se je 20. avgusta 1933 v francoskem mestu Saint-Gaudens.

## Rezultati

### Dirka
| Poz | Št | Dirkač                | Moštvo           | Dirkalnik        | Krogi | Čas/Odstop    | Št. m. |
| --- | -- | --------------------- | ---------------- | ---------------- | ----- | ------------- | ------ |
| 1   | 40 | Luigi Fagioli         | Scuderia Ferrari | Alfa Romeo P3    | 35    | 2:41:01.4     | 6      |
| 2   | 18 | Jean-Pierre Wimille   | Sommer/Wimille   | Alfa Romeo Monza | 35    | 2:42:54.0     | 1      |
| 3   | 26 | Guy Moll              | Privatnik        | Alfa Romeo Monza | 35    | 2:45:38.0     | 3      |
| 4   | 8  | Horst von Waldthausen | Privatnik        | Alfa Romeo Monza | 34    | +1 krog       | 8      |
| 5   | 12 | Philippe Etancelin    | Privatnik        | Alfa Romeo Monza | 34    | +1 krog       | 2      |
| 6   | 6  | Julio Villars         | Privatnik        | Alfa Romeo Monza | 32    | +3 krogi      | 9      |
| 7   | 38 | Raoul Miquel          | Privatnik        | Bugatti T51      | 31    | +4 krogi      | 11     |
| 8   | 10 | Marcel Lehoux         | Privatnik        | Alfa Romeo Monza | 28    | +7 krogov     | 5      |
| Ods | 30 | Stanisłas Czaykowski  | Privatnik        | Bugatti T51      | 14    | Pnevmatike    | 7      |
| Ods | 28 | Pierre Félix          | Privatnik        | Alfa Romeo Monza |       |               | 10     |
| Ods | 32 | Whitney Straight      | Privatnik        | Maserati 26M     | 13    | Motor         | 14     |
| Ods | 24 | László Hartmann       | Privatnik        | Bugatti T54      |       |               | 14     |
| DSQ | 22 | Goffredo Zehender     | Privatnik        | Maserati 8CM     | 5     | Zunanja pomoč | 15     |
| Ods | 20 | Jean Gaupillat        | Privatnik        | Bugatti T51      | 3     |               | 12     |
| Ods | 16 | Raymond Sommer        | Sommer/Wimille   | Alfa Romeo Monza | 1     |               | 4      |